# Rua Áurea
Die Rua Áurea (dt.: Goldene Straße) ist eine Straße im Zentrum der portugiesischen Hauptstadt Lissabon. Sie führt von der Praça do Comércio in nördlicher Richtung zur Praça de D. Pedro IV (Rossio). 

## Geschichte
Die Rua Áurea ist eine Longitudinale in der nach dem Erdbeben von 1755 nach Plänen von Eugénio dos Santos und Carlos Mardel wieder aufgebauten Baixa Pombalina. Per Dekret vom 5. November 1760 erhielt sie den Namen Áurea. Der Name bezieht sich auf die Goldschmiede und Uhrmacher, die mit diesem Dekret in der Straße fest zoniert wurden.
Auf den Grundstücken Rua Áurea, n.º 82-92 befindet sich das Gebäude der Banco Nacional Ultramarino.